# Českoslovenští Namibijci
Českoslovenští Namibijci či Namibijští Češi byla skupina dětí z Namibie, které byly evakuovány do Československa v době namibijské války za nezávislost. Kvůli bojům v Namibii stály desítky uprchlických táborů, v nichž vyrůstalo či se přímo narodilo mnoho dětí. Osvobozenecké hnutí SWAPO mělo podporu zemí východního bloku včetně Československa. Organizace požádala československou vládu o azyl a vzdělání namibijských dětí sužovaných válkou, a tak se do Československa dostalo přes sto dětí.

## Historie
Dne 15. listopadu 1985 dorazilo 56 dětí na zámek v Bartošovicích na Novojičínsku. V té době byl zámek přizpůsoben funkcí na internátní školu. Děti prožily idylické dětství plné her, výletů, sportování a samozřejmě učení se nejen češtiny. Tu se dokonale naučily. V roce 1989 na Slovensko přiletělo 63 dětí, které bydlely v Považské Bystrici. V listopadu 1989 v Československu skončil komunistický režim a Namibie o čtyři měsíce později vyhlásila nezávislost. Nově vládnoucí hnutí SWAPO začalo ostře naléhat na československou vládu, aby děti vrátila. Praha žádala záruky, že o ně bude v Namibii dobře postaráno, ale dostala se pod velký tlak. Věc vygradovala dokonce diplomatickou roztržkou, kdy vláda ve Windhoeku vyhrožovala, že Československo nechá prohlásit v OSN za teroristický stát, který zadržuje jejich občany. Nepomohly ani přímluvy českých rodin, které chtěly děti adoptovat. Děti se musely v roce 1991 vrátit zpět do své rodné vlasti, avšak bez jakýchkoliv znalostí tamního kulturního prostředí. Děti z toho byly traumatizovány, a některé z nich to poznamenalo po zbytek života. Naprostá většina dětí se v dospělosti do Česka nevrátila.